# سفارة أرمينيا في بولندا
سفارة أرمينيا في بولندا هي أرفع تمثيل دبلوماسي لدولة أرمينيا لدى بولندا. تقع السفارة في وارسو وهي تهدف لتعزيز المصالح الأرمينية في بولندا.

## وصلات خارجية
- الموقع الرسمي
- قائمة سفارات أرمينيا
- قائمة السفارات في بولندا